# Agnetina annulipes
Agnetina annulipes är en bäcksländeart som först beskrevs av Hagen 1861.  Agnetina annulipes ingår i släktet Agnetina och familjen jättebäcksländor. Inga underarter finns listade i Catalogue of Life.